# 岡嶋昇一
岡嶋 昇一（おかじま しょういち、1950年11月22日 - ）は、日本の実業家。株式会社エディオンEAST代表取締役社長、エディオン前社長で取締役副社長を経て、2019年5月より相談役。2019年より一般社団法人大須演芸場理事長。岐阜県出身。

## 経歴
1974年成蹊大学法学部卒業後、栄電社（後のエイデン）に入社。 1993年同社代表取締役に就任。2001年に日本電気大型店協会会長就任。
2002年3月にデオデオとエイデンが経営統合し設立されたエディオンの初代社長に就任したが2003年7月に代表取締役副社長となり2004年6月には取締役副社長となっている。
2009年には組織改編に伴いエイデンから改称したエディオンEASTの代表取締役社長に就任し、エディオン副社長との兼務となっている。2011年10月3日には同日、エディオンが完全子会社化した、株式会社サンキューの代表取締役社長を兼務するようになった。
2014年大手家電流通協会の初代会長に就任。